# Старые моряки
«Ста́рые моряки́, и́ли Капита́н да́льнего пла́вания» (порт. Os Velhos Marinheiros ou o Capitão de Longo Curso); полное название «Ста́рые моряки́, и́ли Чи́стая пра́вда о сомни́тельных приключе́ниях капита́на да́льнего пла́вания Ва́ско Моско́зо де Арага́н» (порт. Os velhos marinheiros ou A completa verdade sôbre as discutidas aventuras do comandante Vasco Mocoso de Aragão, capitão de longo curso) — роман классика бразильской литературы и члена Бразильской академии литературы Жоржи Амаду. Впервые издан в 1961 году в Сан-Паулу. Перевод на русский язык Ю. А. Калугина впервые опубликован в 1964 году. Роман стал основой сценария фильма «Дуэль» (2015).

## Описание
Роман был закончен в январе 1961 года в Рио-де-Жанейро и в том же году опубликован. Название «Старые моряки» может относиться как к сборнику 1961 года, так и к названию опубликованного в нём романа, после того как он с 1976 года стал выходить отдельным изданием.
Первая публикация романа вышла вместе с новеллой «Необычайная кончина Кинкаса Сгинь Вода» в авторском сборнике, представившего 15-й том иллюстрированного собрания сочинений писателя под общим названием «Старые моряки». С 1967 года новелла о Кинкасе стала выходить отдельным изданием. Во избежание путаницы в Бразилии при выходе романа отдельной книгой в 1976 году на обложке было обозначено сокращённое название «Старые моряки, или Капитан дальнего плавания» (Os velhos marinheiros ou O capitão de longo curso). Поэтому первый русский перевод был опубликован под длинным оригинальным названием «Чистая правда о сомнительных приключениях капитана дальнего плавания Васко Москозо де Араган» (1964). Но после выхода произведения отдельной книгой в собрании сочинений писателя на русском языке роман был издан под обновлённым титулом «Старые моряки, или Чистая правда о сомнительных приключениях капитана дальнего плавания Васко Москозо де Араган» (1987). В Бразилии произведение относят к жанру романа. И. А. Тертерян квалифицировала данное сочинение Амаду и как повесть, и как роман. М. Ф. Надъярных относит произведение либо к романам, либо к новеллам. В библиографических указателях на русском языке произведение значится как роман, или как повесть (2011, ISBN 978-5-17-073562-4; ISBN 978-5-271-36394-8).
Парижский литературный журнал Lire (1979, № 41 за январь) включил французский перевод романа Le vieux marin («Старый моряк») в двадцатку лучших книг, опубликованных во Франции в 1978 году. В 1965 году киноконцерн Warner Brothers приобрёл права на съёмку фильма по основе романа. Снятый по роману фильм «Дуэль» вышел на экраны Бразилии в 2015 году.

## Краткое содержание
Автор ведёт повествование от лица рассказчика, который в 1959 году воспроизводит события, происходившие в 1929 году. Своей главной задачей рассказчик заявляет выявление правды и выкладывает две её версии. В Перипери, курортный пригород Салвадора, прибывает примечательная личность, представившись старым моряком, капитаном дальнего плавания Васку Москозу де Араганом (у Ю. А. Калугина — Васко Москозо де Араган). Китель торгового флота, пенковая трубка, фуражка с якорем, карты морей и навигационные инструменты, визитная карточка, висящий на стене диплом — всё это подтверждает личность капитана, решившего выйти в отставку и поселиться в курортном местечке. Своими чарующими рассказами о морских приключениях по экзотическим странам, о портах Марселя, Нью-Йорка, Гонконга, Шанхая, Калькутты капитан Васку вскоре завоёвывает авторитет и всеобщее уважение.
Однако отставной чиновник налоговой службы Шику Пашеку (у Ю. А. Калугина — Шико Пашеко) из зависти к отобравшему его славу сопернику сеет сомнения в правдивости излагаемых капитаном историй среди части населения посёлка; пытается удостовериться, что Васко настоящий капитан, а не самозванец и шарлатан. Шику Пашеку уверен, что даже обладая дипломом, капитан никогда не вывел в море хотя бы утлый рыбацкий плот (порт. jangada). Во второй части излагаются факты биографии Васку, добытые при собственном расследовании Шику Пашеку в Салвадоре: в действительности диплом капитана был получен обманным путём благодаря связям в высшем обществе. 
После всего этого в чрезвычайной ситуации Васку срочно возглавляет команду корабля, направляющегося в Белен, где его нелепые и некомпетентные команды по швартовке на все концы и все якоря осмеиваются командой. Разыгравшаяся ночью невиданная буря уничтожает все плавучие средства в порту. Целым и невредимым остаётся лишь единственный прочно пришвартованный на все концы лайнер «Ита» (в фильме — «Жубиаба») под командой осыпаемого почестями мудрого и предусмотрительного капитана Васку. Именно тогда, по словам рассказчика, «правда засияла на небосклоне».

## Оценки
И. А. Тертерян условно относила данное произведение вместе с романами «Габриэла, корица и гвоздика» (1958), «Пастыри ночи» (1964), и «Дона Флор» (1966) ко второму баиянскому циклу. Литературовед полагала, что в зрелых романах Амаду при преобладании сказового способа повествования, связанного с устной литературой и фольклором, между реальностью и образом возникла новая действующая величина — рассказчик. В то время как в «Габриэле» «дистанция между ним [рассказчиком] и героями исчезает. В повести о Васко Москозо до Арагоне («Старые моряки») рассказчик уже совсем отделяется от персонажа. Но тут используются внесказовые средства: отступления, сообщающие какие-то факты из вымышленной биографии рассказчика».
В «Каботажном плавании» Амаду воспроизвёл две оценки своей истории в записи «Рио-де-Жанейро, 1960». Постоянная читательница его произведений в телефонном разговоре предупредила автора, что она остановила чтение на сцене в Белене, когда потерпевший фиаско опозоренный капитан напился в захудалом отеле: «но если вы не реабилитируете его, не вернёте ему достоинство и радость жизни, я никогда более не возобновлю чтение ни одной из ваших книг». Амаду передал суть разговора своему гостю, который признался, что также прервал чтение на той же странице, и ему потребовалось два дня, чтобы вернуться к книге, поскольку он опасался самоубийства капитана.

## Издания
Впервые роман вышел в Бразилии в 1961 году, на языке оригинала издавался в Португалии. Из записи «Рио-де-Жанейро, 1960» в «Каботажном плавании» следует, что первое издание вышло в 1960 году. Переведён на английский, арабский, болгарский, венгерский, датский, испанский, итальянский, каталанский, китайский, литовский, немецкий, польский, русский, финский, французский, чешский, шведский, японский языки. 
Одно из первых изданий на языке оригинала
- Amado J. A completa verdade sobre as discutidas aventuras do comandante Vasco Moscoso de Aragão, capitão de longo curso // Os velhos marinheiros : duas histórias do cais da Bahia :  [порт.] / Capa por Armando Moura, ilustrações de Glauco Rodrigues. — 1ª ed. — São Paulo : Livraria Martins Editora, [1961]. — P. 40—203. — 203 p.

1-е отдельное книжное издание на языке оригинала
- Amado J. Os velhos marinheiros ou a completa verdade sobre as discutidas aventuras do comandante Vasco Moscoso de Aragão, capitão de longo curso :  [порт.] / Capa de Gian Calvi, ilustrações de Glauco Rodrigues. — 1ª ed. em volume à parte. — Rio de Janeiro : Editora Record, 1976. — 244 p.

Первое русское издание
- Амаду Ж. Чистая правда о сомнительных приключениях капитана дальнего плавания Васко Москозо де Араган / пер. с порт. Ю. А. Калугина, предисл. Педро Мотта Лимы // Старые моряки : Две истории порта Баия = Os velhos marinheiros: duas histórias do cais da Bahia. — М. : Прогресс, 1964. — 287 с. — 50 000 экз.

В трёхтомном собрании сочинений
- Амаду Ж. Старые моряки, или Чистая правда о сомнительных приключениях капитана дальнего плавания Васко Москозо де Араган // Собрание сочинений : в 3 т. / Жоржи Амаду ; Сост., предисл. И. А. Тертерян; пер. с порт. Ю. А. Калугина. — М. : Художественная литература, 1987. — Т. 2. — С. 7—216. — 640 с. — 100 000 экз.

Последнее русское издание
- Амаду Ж. Чистая правда о сомнительных приключениях капитана дальнего плавания Васко Москозо де Араган / пер. с порт. Ю. А. Калугина // Старые моряки. — М. : АСТ, 2011. — С. 5—310. — 384 с. — (Книга на все времена). — 2000 экз. — ISBN 978-5-17-073562-4.

Перевод Ю. А. Калугина неоднократно переиздавался (1983, 1987 дважды, 2002 (ISBN 5-275-00504-0), 2011 (ISBN 978-5-17-073562-4; ISBN 978-5-271-36394-8). Последнее русское издание (2011) повторяет первое бразильское и первое русское (1964), представляя собой авторский сборник под общим названием «Старые моряки», в котором опубликованы роман «Чистая правда о сомнительных приключениях капитана дальнего плавания Васко Москозо де Араган» и новелла «Необычайная кончина Кинкаса Сгинь Вода».